# Олґа Піраґс
Олґа Піраґс (латис. Olga Pīrāgs (Pīrāga); рос. Пирагс Ольга Геннадьевна; *12 серпня 1956, Рига, СРСР) — радянська і латвійська естрадна співачка та естрадний педагог. Художня партнерка Раймонда Паулса. 

## Біографія
Родичі-латиші майбутньої співачки ще при Столипіні переїхали до Росії. Мати Ольги — уродженка Горно-Алтайська, бабуся — теж з Сибіру, уродженка м. Ачинська. Батько народився в Ставрополі. Мати, після невдалої спроби вступити на навчання до інституту Сталіна в Москві, поїхала до родичів — в Ригу.
Народилася Ольга в місті Ризі. Закінчила музичну школу імені П. Юр'яна по класу фортепіано і 61-ю середню школу Риги, потім музично-педагогічний факультет Даугавпілського педагогічного інституту (1977).
Навесні 1978 разом з ансамблем «Силует» брала участь в Міжнародному студентському фестивалі політичної пісні.
З грудня 1978 по вересень 1979 працювала педагогом вокальної студії при Будинку культури працівників торгівлі Латвії «Vecrīga» в місті Ризі.
У 1977—1979 — солістка ансамблю «Інверсія», потім до 1983 солістка оркестру естрадної музики, який працював під управлінням Раймонда Паулса, Алніса Закіса і Гунара Розенберга. 
1987—1990 — солістка Читинської (Росія) філармонії. 
У 1980—1991 рр. — активно гастролює по СРСР (дала понад дві тисячі концертів). Співпрацювала з Р. Паулсом, А. Кроллом, Ю. Силантьєвим, А. Бадхеном, Б. Фрумкіним і багатьма іншими композиторами та музикантами.
У 1990—1991 — артистка Ризького музичного камерного театру.
З 1992 р. веде педагогічну роботу в галузі естрадного вокалу.
У 2002 р. організувала дитячий благодійний фестиваль популярної різдвяної пісні «Різдво у Всесвіті».

## Творчість
Ольга Пірагс була частою гостею програм радянського телебачення — (рос.)«Шире круг», (рос.)«Утренняя почта» та багатьох інших; брала участь у джазовій програмі фестивалю «Слов'янський базар».
Голос Піраґс звучить в популярному фільмі «Ми з джазу» (1983).
Пісня Раймонда Паулса «Два стрижа» на вірші Андрія Вознесенського була спочатку запропонована Аллі Пугачовій, але Пугачова пісню в репертуар не взяла. Пізніше пісня стала популярна у виконанні Піраґс.
У 1986 р.  Піраґс разом з інструментальним ансамблем «Гамма» підготувала і показала велику програму, в якій, як говорила сама співачка, вона заспівала «все, що хотіла сказати».
У 2006 році вперше після тривалої перерви брала участь в програмі «Мелодії дружби-2006».

## Дискографія
(мовою оригіналу)
- 1984 — «Спасибо, музыка, тебе!»
- 1999 — «Пусть будет так!»
- 1999 — «Искренность души»
- 2007 — «Золотая коллекция ретро»
- 2008 — «Два стрижа» (серія «Имена на все времена»)